# MBC M
MBC M er en sydkoreansk special-tv-kanal, der ejes af MBC Plus. Kabelkanalen udsender primært programmering relateret til musik.
Kanalen åbnede den 1. februar 2012 med et nyt musikprogram Show Champion.
| Fjernsyn | Spire Denne artikel om en tv-kanal er en spire som bør udbygges. Du er velkommen til at hjælpe Wikipedia ved at udvide den. |